# Doleschallia tongana
Espèce
Doleschallia tongana est un insecte lépidoptère  de la famille des Nymphalidae, de la sous-famille des Nymphalinae et du genre Doleschallia.

## Dénomination
Le nom Doleschallia tongana a été donné par Hopkins (en) en 1927.
Doleschallia tongana considérée comme une sous-espèce de Doleschallia bisaltide a été élevée au rang d'espèce par Parsons en 1999.

### Noms vernaculaires
Doleschallia tongana se nomme en anglais.

### Sous-espèces
- Doleschallia tongana tongana
- Doleschallia tongana denisi en Nouvelle-Calédonie
- Doleschallia tongana vomana Fruhstorfer; aux Fidji[1].

## Description
C'est un grand papillon, qui, ailes fermées mime une feuille avec ses ailes antérieures au bord concave et son revers couleur marron comme une feuille d'automne. 
Le dessus est marron doré avec l'apex des antérieures marron foncé. 

## Biologie
Il a récemment apparu dans l'ile Tutuila, il semble par migration colonisation.

### Plantes hôtes
Les plantes hôtes de sa chenille sont des Pseuderanthemum dont Pseuderanthemum carruthersi, Pseuderanthemum laxifolium, des Graptophilum dont Graptophilum pictum, Graptophilum insularum, des Artocarpus, Artocarpus altilis, Artocarpus integra et  des Erythrina.

## Écologie et distribution
Il est présent dans en Polynésie et Mélanésie aux iles Fidji, aux Samoa dans l'ile Tutuila et en Nouvelle-Calédonie,,. 

### Biotope
Il réside en forêt, forêt primaire en Nouvelle-Calédonie, forêt secondaire en Nouvelle-Guinée.

### Protection
Pas de statut de protection particulier.